# Vajda Ágnes
Vajda Ágnes (Budapest, 1942. március 19. – Budapest, 1999. augusztus 31.) statisztikus, szociológus.

## Élete
Apja Vajda Marcell, anyja Nasser Magdolna volt. Az ELTE BTK magyar–történelem szakán szerzett tanári diplomát 1967-ben. 
Férje Babarczy László Kossuth- és Jászai Mari-díjas magyar színházrendező, akivel 1963-ban kötött házasságot. Házasságukból két leánygyermek született: Babarczy Eszter kritikus, publicista és Babarczy Anna kutatónyelvész.

### Életpályája
1960 és 1962 között az ELTE TTK laboránsaként, 1967-től 1969-ig pedagógusként dolgozott. 1970-ben került a KSH-ba, ahol ezekben az években váltak kiemelt jelentőségűvé a társadalomstatisztikai vizsgálatok. Egy évig a népszámlálás munkatársa volt, majd 1971-től a KSH-központ előadójaként, 1978-tól a KSH Népességtudományi Kutatóintézet csoportvezetőjeként, 1981-től a társadalomstatisztikai főosztály főelőadójaként dolgozott. 1975-ben középfokú statisztikai szakvizsgát tett. 1988-ban statisztikai tanácsosi címet kapott, 1990-ben osztályvezetővé nevezték ki. Sok más kortársához hasonlóan a gyakorlatban tett szert magas színvonalú statisztikai és szociológiai ismeretekre.
Kora jelentős társadalomtudósai közül együtt dolgozott többek között Andorka Rudolffal, Benda Gyulával, Cseh-Szombathy Lászlóval és Kemény Istvánnal. 1988 és 1990 között vezetőszerepet vállalt a KSH tevékenységének megújítását naprendre tűző és a KSH munkatársaiból alakult, Statisztikus Körnek nevezett civil szerveződés munkájában. 1993-tól haláláig a Munkaügyi Kutatóintézet tudományos munkatársaként folytatta vizsgálatait.
1976-ban két hónapig ösztöndíjjal Dániában tartózkodott. 1988-ban a Nemzetközi Időmérlegtársaság konferenciáján, 1989-ben nemzetközi lakásstatisztikai tanácskozásokon képviselte hazáját. A helyszínen ismerhette meg a dán, a finn, a csehszlovák és a szovjet statisztikai hivatal társadalomstatisztikai tevékenységét. 1985-ös létrejöttétől külső munkatársként szociológiai-társadalomstatisztikai rovatvezetője volt az Országos Tervhivatal Tervgazdasági Fórum című negyedéves folyóiratának.
1990-től óraadóként oktatott az ELTE Szociológiai és Szociálpolitikai Tanszékén.
Kutatómunkája során tanulmányozta a társadalmi rétegződés, a jövedelmi különbségek, a társadalmi mobilitás, az időfelhasználás, a foglalkozási presztízs és a munkahelyi biztonság kérdéskörét.
Az 1980-as évek elejétől részt vett az ezekkel kapcsolatos adatfelvételek előkészítésében, lebonyolításában és feldolgozásában. Jelentős szerepe volt a Foglalkozások Egységes Osztályozási Rendszerének (FEOR) kidolgozásában és 1975-ös bevezetésében. Kiemelt figyelmet fordított a sajátos helyzetű társadalmi csoportok, így az öregek, a nők, a kisiparosok és a kiskereskedők helyzetének vizsgálatára. Foglalkoztatta a magyarországi lakáshelyzet alakulása, a lakások minőségének, modernizációjának kérdése. Az 1920 és 1990 közötti időszakra vonatkozóan – Farkas E. Jánossal közösen – feltárta a magyarországi lakások mennyiségének és minőségének alakulását. Statisztikatörténeti érdeklődésének eredménye volt a székesfővárosi statisztikai hivatal két világháború közötti társadalomstatisztikai munkájáról készített előadása 1980-ban. A rendszerváltás idején kísérletet tett egy új politikai statisztika megteremtésére.

## Főbb művei
- A nők beilleszkedése a foglalkozási struktúrába, 1949–1970. Statisztikai Szemle, 1976. 7. sz. 672–688.
- Adatgyűjtemény a kereső nőkről. Budapest, 1977, SKV. (Kulcsár Rózsával)
- Életkörülmények, lakásviszonyok, lakásmobilitás. Adatgyűjtemény az 1978. évi életmód-, életkörülmények felvétel adataiból. Budapest, 1984, SKV. (főmts.; Zelenay Annával)
- Rétegződés, életkörülmények, életmód. II. köt. Az 1981–82. évi rétegződés és életmód felvétel háztartási adatai. Budapest, 1986, SKV. (Zelenay Annával)
- A kisiparosok és a kiskereskedők mobilitása. Statisztikai Szemle, 1987. 4. sz. 335–350., 6. sz. 539–554.
- Arat a magyar. A Szociálpolitikai Értesítő és a Fejlődés – tanulmányok sorozat különszáma. Budapest, 1988, MTA Szociológiai Kutatóintézete. (szerk.; Szalai Júliával, Lányi Andrással, Miszlivetz Ferenccel és Radnóti Sándorral)
- Csehszlovákia és Magyarország társadalmi jelzőszámainak összehasonlítása. Statisztikai Szemle, 1988. 12. sz. 1108–1121. (Farkas E. Jánossal és Harcsa Istvánnal)
- A lakásminőség változásának háttere. Budapest, 1988, SKV. (Farkas Jánossal és Ménesi Évával)
- Időgazdálkodás és munkatevékenységek. Az 1986/87. évi időmérleg felvétel alapján. Budapest, 1989, KSH – MTA Szociológiai Kutatóintézet. (Farkas Jánossal)
- A munkahely biztonsága – kereseti lehetőségek. Budapest, 1989, SKV. (Harcsa Istvánnal)
- A lakásstatisztikai adatközlések, 1920–1990. I–III. Statisztikai Szemle, 1990. 1. sz. 67–73., 2. sz. 156–168., 3. sz. 239–253. (Farkas E. Jánossal)
- Két választás Magyarországon 1990-ben. Budapest, 1991, KSH. (Farkas Jánossal)
- Privatization and the second economy. Black market to market. The New Hungarian Quarterly, 1992. 126. sz. 77–89. (Kuczi Tiborral)
- A lakáspiac egyes jellemzői Budapesten 1990–1993. Budapest, 1994, KSH. (Farkas Jánossal és Vita Lászlóval)
- Participation and changes in property relations in post-communist societies. The Hungarian case. Budapest, 1995, Aktív Társadalom Alapítvány. (Laki Mihállyal és Szalai Júliával)
- Mikrohitelre pályázó vállalkozók 1992–1995. Budapest, 1996, Magyar Vállalkozásfejlesztési Alapítvány
- A szervezett munkaerőpiacon kívüli munkavégzés, 1980–1990. Statisztikai Szemle, 1996. 4. sz. 304–331.

## Díjai
- Kiváló Dolgozó elismerés (1974)
- KSH-elnöki dicséret (1975)